# Anchialina
Anchialina (лат.) — род ракообразных семейства Mysidae из отряда Мизиды. 

## Описание
Представители рода отличаются от других мизид следующими признаками: задний край карапакса прямой или слабо выемчатый; симпод усиков с сильным шиповидным отростком с дополнительными шипиками; эндоподит 2-го переопода самца с более или менее расширенным вторым сегментом (мерус), выступающим сзади. Экзоподит 3-го плеопода самца длиннее эндопода, с видоизмененными щетинками и/или характерными выростами. Самка с 2 парами остегитов; обе ветви уропод нераздельны; внешний край экзоподита с 1, 2 или многочисленными шипами, без щетинок. Эндоподы 3–8-го переопод с карпопроподусом разделены на несколько или множество подсуставов. У самцов 3-й плеопод развит и модифицирован.
Тельсон с апикальной расщелиной. Первый переопод (ходильная нога) имеет хорошо развитый экзопод (внешняя ветвь), карпопроподы эндопода (внутренняя ветвь) с 3-й по 8-ю ветвь переопод делится на подсегменты, и на эндоподе уропод (задних придатках) есть статоцисты.

## Классификация
Род Anchialina был впервые выделен в 1906 году и включает прибрежные и эпипелагиальные виды (до глубины 150 м) с длиной тела от 4 до 10 мм.
- Anchialina agilis (G.O. Sars, 1877)
- Anchialina dantani Nouvel, 1944
- Anchialina dentata Pillai, 1964
- Anchialina flemingi W. Tattersall, 1943
- Anchialina grossa Hansen, 1910
- Anchialina latifrons Nouvel, 1971
- Anchialina lobata Panampunnayil, 1999[8]
- Anchialina madagascariensis Nouvel, 1969
- Anchialina media Ii, 1964
- Anchialina obtusifrons Hansen, 1912
- Anchialina oculata Hoenigman, 1960
- Anchialina penicillata Zimmer, 1915
- Anchialina pillaii Jo & Murano, 1992
- Anchialina sanzoi Coifmann, 1937
- Anchialina truncata (G.O. Sars, 1883)
- Anchialina typica (Krøyer, 1861)
- Anchialina zimmeri W. Tattersall, 1951